# Tea for Two (dal)
A Tea for Two egy népszerű  örökzöld dal, Dzsessz-sztenderd. A zeneszerző Vincent Youmans még az első világháború idején, haditengerészként jegyezte le a dallam ötletét, amit később a „Who's Who With You?” című dal bevezetőjeként használt fel. Később a „No, No, Nanette” című musicalben fejlesztette ötletét. 1924-ben vált a dal véglegesen azzá, aminek közismert ma is.

## Híres felvételek
Don Redman and His Orchestra, Art Tatum, Scott Wood & His Six Swingers, Teddy Wilson, Django Reinhardt & Stéphane Grappelli & Quintette du Hot Club de France, Willie „The Lion” Smith, Tommy Dorsey, Nat King Cole and Lester Young Red Callender Trio, Doris Day, Ben Webster Quintet, Gene Krupa and His Orchestra, Stan Kenton, Artie Shaw, Frank Sinatra, Louis Armstrong & His All-Stars, Charles Mingus, Gerry Mulligan & Paul Desmond, Ella Fitzgerald, Count Basie & Ella Fitzgerald , Sarah McKenzie, Anita O’Day, …

## Érdekességek
- 1926: Borisz Fomin „Карьера Пирпойнта Блэка (The Career of Pierpont Blake)” című operettje felhasználta a dalt „Tahiti Trot” címmel.
- 1927: Sosztakovics fogadásból, emlékezetből háromnegyed óra alatt meghangszerelte a dalt. (Op. 16. • Sosztakovics a fogadással 100 rubelt nyert).
- A dal fontos szerepet kap Adolfo Bioy Casares argentin író La invención de Morel című 1940-es regényében.
- A „La Grande Vadrouille” című francia-brit francia játékfilmben a „Tea kettesbennek” dallam dúdolása az a titkos kód, amellyel a brit bombázók legénységének tagjai felismerhetik egymást egy párizsi mecset török fürdőjében.